# Ophiacantha nudextrema
Ophiacantha nudextrema är en ormstjärneart som beskrevs av Hubert Lyman Clark 1939. Ophiacantha nudextrema ingår i släktet Ophiacantha och familjen knotterormstjärnor. Inga underarter finns listade i Catalogue of Life.